# Oton Iveković
Oton Iveković (ur. 17 kwietnia 1869 w Klanjcu, zm. 4 lipca 1939 tamże) – jeden z najwybitniejszych chorwackich malarzy, przedstawiciel historyzmu, działał w okresie chorwackiego odrodzenia narodowego. Malował patriotyczne i romantyczne kompozycje historyczne oraz bardziej bezpośrednie sceny rodzajowe, szkice i pejzaże. Tworzył również duże malowidła ścienne o tematyce folklorystycznej, alegorycznej i religijnej. Ilustrował książki oraz pracował jako scenograf i projektant kostiumów w Zagrzebiu. Oprócz tego był wykładowcą akademickim, redaktorem czasopism, publicystą, organizatorem wystaw sztuki oraz autorem relacji z podróży po Włoszech i Ameryce. Brat architekta Cyryla Metodego Ivekovića.

## Biografia
Studiował u Ferdinanda Quiquereza w Zagrzebiu, od 1886 r. w Wiedniu, następnie w Monachium i Karlsruhe. Pracował jako nauczyciel rysunku w Gimnazjum w Zagrzebiu i w Szkole Rzemieślniczej, a od 1908 r. był wykładowcą w Szkole Sztuk Pięknych (później Akademii Sztuk Pięknych). Podczas I Wojny Światowej był malarzem wojskowym. Pod koniec życia przeszedł na emeryturę do zamku Veliki Tabor położonym na Hrvatskim zagorju. Iveković był najbardziej płodnym i najwybitniejszym autorem chorwackiego malarstwa historycznego. Wnikliwie studiował historię i ubiór z epoki, którą malował. Starał się jak najbardziej realistycznie i obiektywnie przedstawić atmosferę dawnych lat. Malował sceny z życia możnych rodów chorwackich, Zrinskich i Frankopanów, oraz inne sceny z chorwackiej historii narodowej.

## Dzieła wybrane
| Nr  | Tytuł | Czas powstania | Ilustracja |
| --- | --- | -------------- | ---------- |
| 1.  | Dolazak Hrvata na Jadran, pol. Przybycie Chorwatów nad Adriatyk                                                                            | 1905           |            |
| 2.  | Krunidba kralja Tomislava, pol. Koronacja króla Tomisława                                                                                  | 1905           |            |
| 3.  | Smrt kralja Petra Švačića u Gori Gvozdu 1097 godina, pol. Śmierć króla Piotra Svačicia na górze Gvozd w roku 1097                          | 1894           |            |
| 4.  | Nikola Šubić Zrinski | 1890           |            |
| 5.  | Smaknuće Matije Gubca na trgu ispred crkve sv. Marka u Zagrebu, pol. Stracenie Matiji Gubca na placu przed kościołem św. Marka w Zagrzebiu | 1921           |            |
| 6.  | Poljubac mira hrvatskih velmoža kralju Kolomanu 1102. godine, pol. Pocałunek pokoju chorwackiej szlachty królowi Kolomanowi w 1102 r.      | 1906           |            |
| 7.  | Smrt Eugena Kvaternika, pol. Śmierć Eugena Kvaternika                                                                                      | przed 1939     |            |
| 8.  | Krajina pol. Krajina / Krajobraz | 1901           |            |
| 9.  | Veliki Tabor – žena u krevetu, pol. Veliki Tabor – kobieta w łóżku                                                                         | przed 1939     |            |
| 10. | Oproštaj Petra i Katarine Zrinski u Čakovcu 1670. godina, pol. Pożegnanie Piotra i Katarzyny Zrinskich w Čakovcu, 1670 r.                  | 1897           |            |
| 11. | Prijelaz 25. domobranske pukovnije preko Drine kod Batara 1914, pol. Przejście 25 Domobrańskiego Pułku przez Drinę koło Batara, 1914 r.    | 1917           |            |